# Sole mineralne
Sole mineralne – nieorganiczne związki chemiczne z grupy soli. Pojęcie to często odnosi się do soli spotykanych w naturze (w organizmach żywych, pożywieniu itp.). Sole mineralne są ważnym składnikiem diety człowieka, spełniają bowiem rolę budulcową oraz regulacyjną. Stanowią około 4–5% organizmu człowieka (przy czym najważniejsze to chlorek sodu, a także sole wapnia i magnezu). Niedostateczna ilość soli mineralnych w diecie może prowadzić do poważnych zaburzeń w organizmie człowieka.
Przyczyny niedoboru soli mineralnych:
- nieprawidłowe, nieurozmaicone odżywianie
- duża potliwość (np. utrata soli w trakcie uprawiania sportu)
- biegunka, nudności i wymioty
- nadmierne wydalanie lub zmniejszone przyjmowanie płynów

W skład soli mineralnych wchodzą pierwiastki chemiczne (w formie kationów lub anionów), które można podzielić na dwie grupy:
- makroelementy – występują w większych ilościach w organizmie. Spełniają funkcję budulcową dla tkanek zębów, kości, skóry, włosów (np. węgiel, azot, tlen, wapń)
- mikroelementy – występują w mniejszych ilościach w organizmie, są jednak niezbędne do jego prawidłowego funkcjonowania. Regulują wiele procesów zachodzących w komórkach. Należą do nich m.in. żelazo, mangan, jod, miedź, cynk, fluor i kobalt

Sole mineralne bywają potocznie nazywane minerałami.